# Ectropothecium tapes
Ectropothecium tapes är en bladmossart som beskrevs av Brotherus 1898. Ectropothecium tapes ingår i släktet Ectropothecium och familjen Hypnaceae. Inga underarter finns listade i Catalogue of Life.